# ハダマー安楽死施設

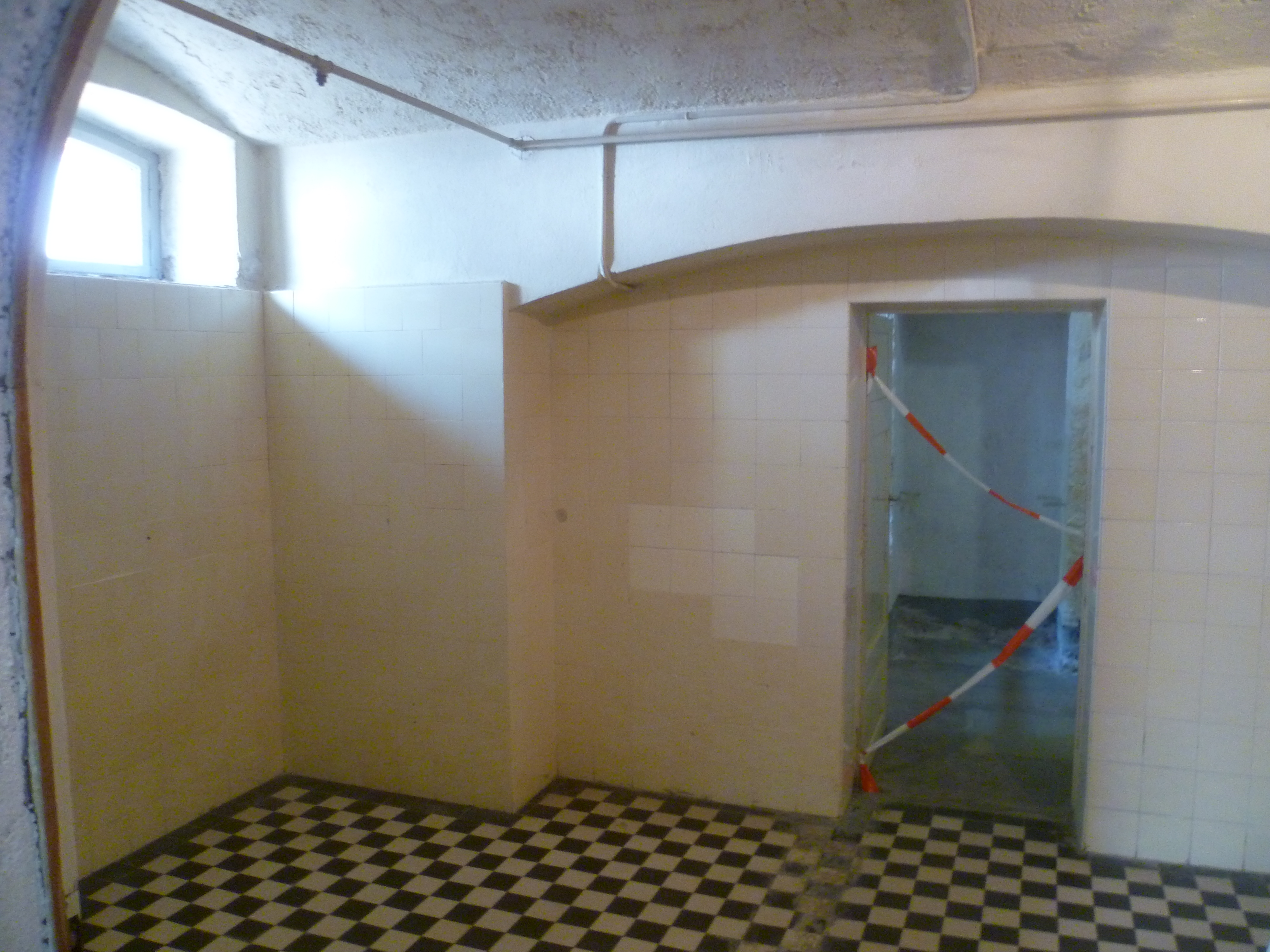
シャワー室に偽装されたガス室。

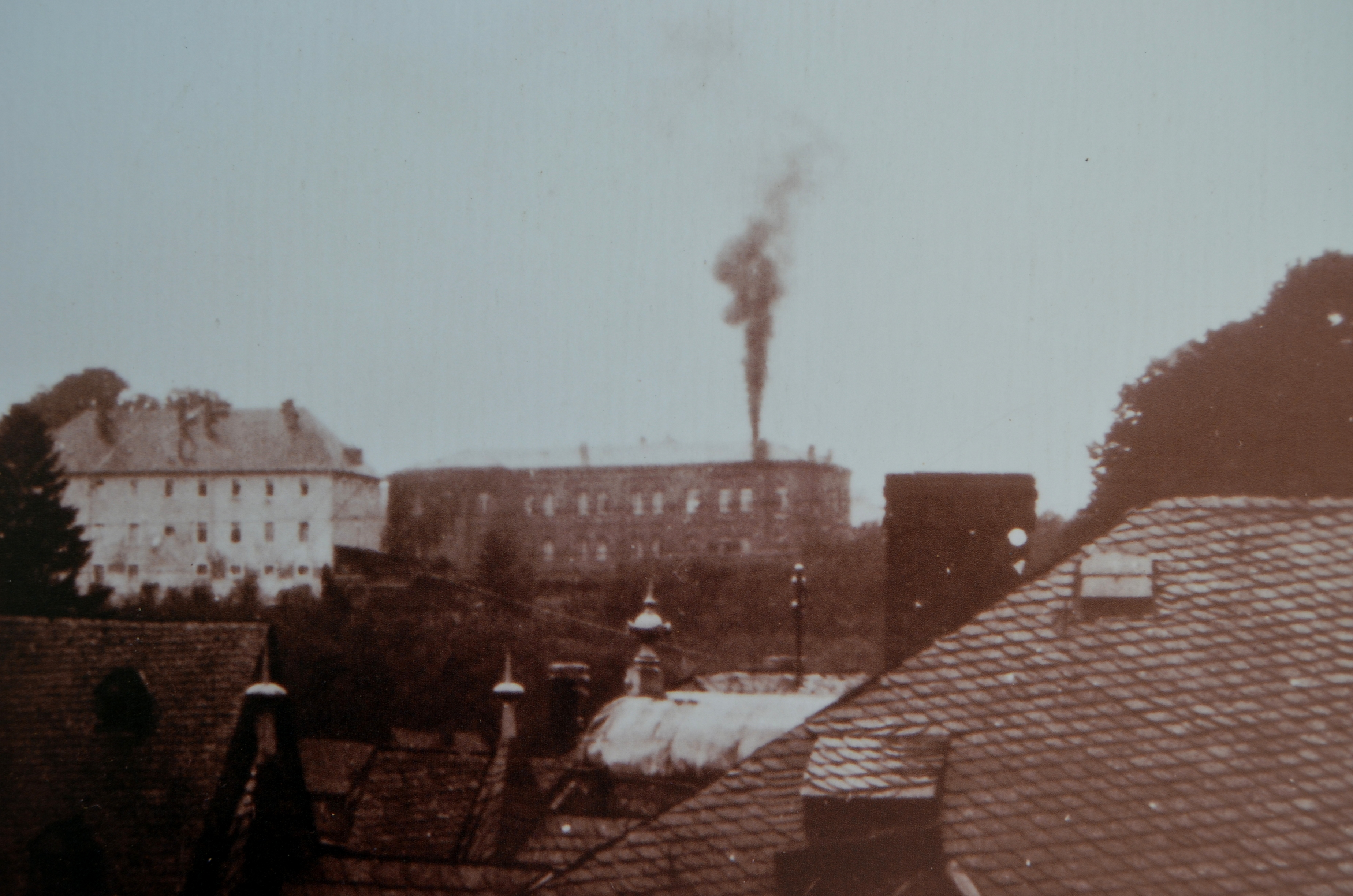
施設の焼却炉から立ち上る煙。

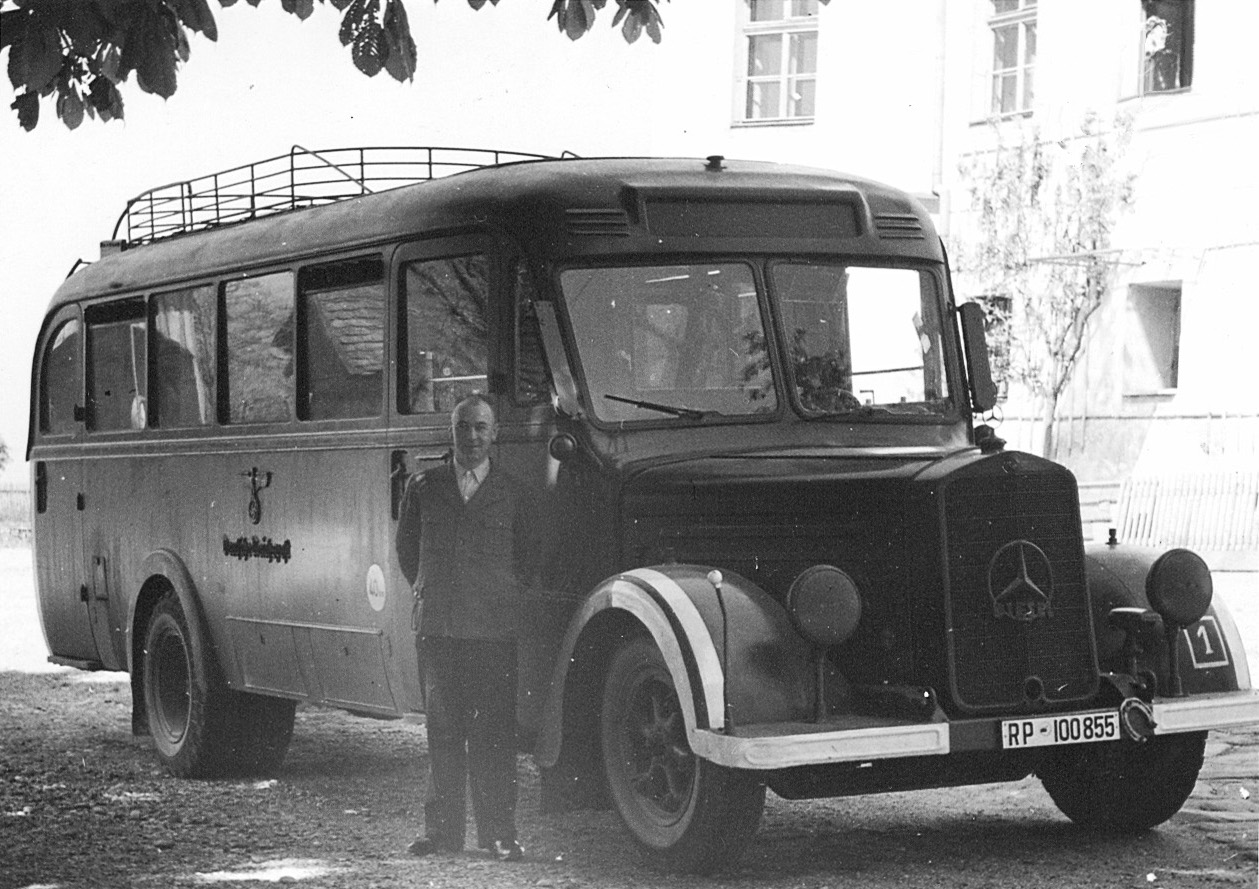
「灰色のバス」と運転手。

ハダマー安楽死施設（ハダマーあんらくししせつ、ドイツ語：NS-Tötungsanstalt Hadamar）はナチス・ドイツが障害者を強制的に安楽死させることを目的としたT4作戦において設立した施設である。

## 概要

### T4作戦における障害者の殺害
障害者を安楽死させる施設はドイツ国内に6つ存在し（ハルトハイム安楽死施設、グラーフェネック安楽死施設、ブランデンブルク安楽死施設、ベルンブルク安楽死施設、ピルナ＝ゾンネンシュタイン安楽死施設、ハダマー安楽死施設）、本施設は現在のドイツ連邦共和国ヘッセン州ギーセン行政管区のリムブルク＝ヴァイルブルク郡のハダマー市に設立された
。
元々は軽犯罪者（ホームレス、浮浪者、売春婦）のための職業訓練校やサナトリウムが当地に設置されており、1940年の終わりごろに障害者を窒息死させるためのガス室が設置された。
1日最大100人の患者が「灰色のバス」
で施設に到着した。彼らは健康診断のために服を脱ぐように言われ、「不治の病」の患者には「慈悲死」が与えられることになっていたため、医師は60の致死性疾患のうちの1つを患っていると報告書に記録した。
また、殺害が決定した患者には異なる色の絆創膏を貼り付けられての更なる選別が行われ、「殺害」、「殺害後に研究のために脳を摘出する」、「殺害後に金歯を抜き取る」という3つのカテゴリーに分類された。
1941年1月から8月までにシャワー室のように偽装したガス室において、10,072人の患者(主に精神及び身体障害者)が一酸化炭素で窒息死させられた
。
遺族には死因や死亡日時を偽った慰めの手紙が送られ、希望すれば遺骨の入った骨壺(ただし他人のものである)が送られた。
「伝染病の感染を防ぐ」という名目で施設には近づかないよう看板が掲げられており、当局は事実の隠蔽を図ったが、遺体の処理方法が不完全だったため施設の火葬場から濃く刺激臭のある煙が町に立ち込め、毎日のように施設に到着する「灰色のバス」の存在により、地域の住民にとって施設で殺人が行われていることは公然の秘密であった。
1941年8月にリンブルフ教区のアントニウス・ヒルフリヒ司教が法務大臣のフランツ・ギュルトナーに送った手紙によると、町の子供たちは互いに「バカなお前はハダマーに送られて窯に入れられるぞ」と嘲り合っていたという。

### T4作戦中止後に実施された障害者の殺害
国内からの非難により公式には1941年8月24日にT4作戦は終了したが、1942年8月からドイツ社会にとって「生きるに値しない命」とされた精神及び身体障害者、爆撃を受けた地域から搬送され精神に異常をきたした老人、福祉施設のユダヤ人の混血児、回復不可能と診断されたドイツ兵及び外国籍の武装親衛隊隊員等が施設の独自の判断で殺害された。
犠牲者は4,420人に上り、ガス室は解体されていたため
、殺害方法が医師や医療スタッフの注射や投薬(致死量のバルビツール酸またはモルヒネとスコポラミンの混合液)による薬殺や意図的な介護の放置による餓死に切り替わった

### ハダマー裁判

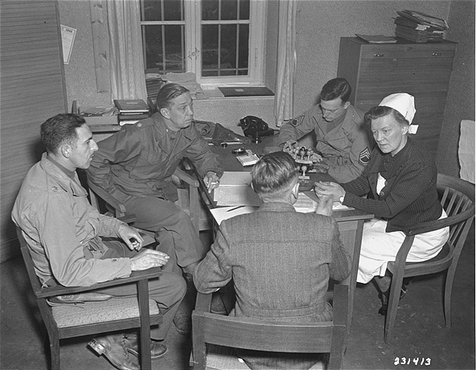
1945年5月4日、看護師のイルムガルト・フーバーに対して尋問を行うアメリカ軍の戦争犯罪調査官。

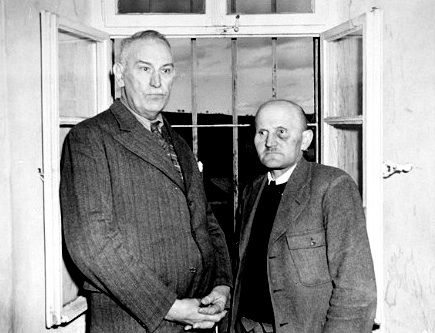
医長であるアドルフ・ヴァールマン（左）と看護師のカール・ウィリグ。

1945年3月26日にアメリカ軍によって当施設は解放され、500人以上の患者が生存していたが、多くの者が栄養失調で死亡した。
アメリカ軍は患者の殺害に関与した医師及び医療スタッフを裁判にかけるべく様々な証拠を集めたため、早くも4月には新聞やニュース映画で当施設で行われた残酷な行為が欧米で知られるようになった。
1945年10月8日から15日にかけて7人の被告に対しての裁判が行われた。当地を占領していたアメリカ軍の検察チームは古典的な国際法違反に基づいて裁判を進めようとしたが、被告人である当施設の医師や医療スタッフの罪状の大半はドイツ人のドイツ人に対する殺害行為であり、当時の国際法では同胞の同胞に対する犯罪行為を裁くことが制限されていたため、国際法で彼らを裁くことはできなかった。
しかし、ポーランドやソ連の戦争捕虜が強制労働を強いられ、結核に感染した476名が当施設で殺害されている記録が見つかったため、ドイツ人ではなく連合国(であるポーランドやソ連)の兵士が殺害された罪で被告を裁判にかけた。
７人の被告は全員有罪判決を受け、施設の管理責任者であるアルフォンス・クライン、男性看護師のハインリッヒ・ルオフ、カール・ウィリグの3名は死刑判決を受け、1946年3月14日にブルッフザール刑務所で絞首刑に処された。
また、医長であるアドルフ・ヴァールマンは終身刑、施設の管理スタッフであるフィリップ・ブルムは禁固35年、アドルフ・メルクルは禁固30年、女性看護師であるイルムガルト・フーバーは禁固25年の判決を受けた。

### その後

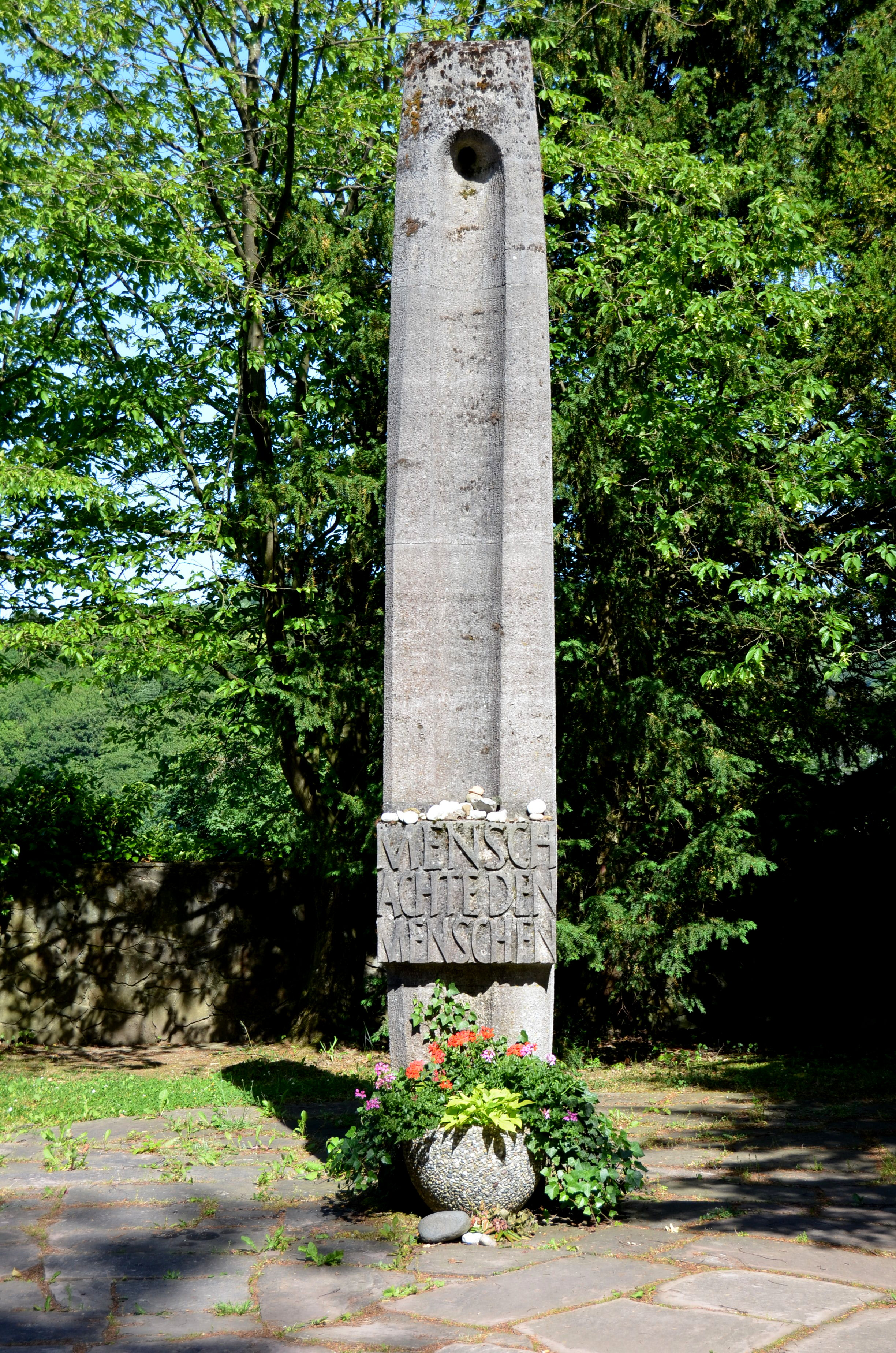
ハダマー安楽死施設の犠牲者追悼碑。「人間よ、人類を尊重せよ（Mensch achte den Menschen）」と刻まれている。

ハダマー裁判では当地で強制的に安楽死が行われたことが明らかになったが、この事が公に語られることは長らくなかった。1953年にはサナトリウムの入り口にレリーフが飾られたが、安楽死の詳細が表記されることはなく、1964年9月には殺害された患者たちが埋められていた集団墓地の跡地に犠牲者追悼碑が立てられたが、こちらにも安楽死の詳細が表記されることはなかった。
しかし、過去の資料を保存し、何が当地で行われたかを大々的に研究する機運が病院の職員や地元の大学生の間から高まり、1983年に旧施設の地下室に資料が展示され、1991年にハダマー追悼博物館が設立された。